# GPS-Zeit
Die GPS-Zeit (GPST) ist das Zeitsystem der Navigationssatelliten des Global Positioning Systems (GPS). Sie ist definiert als Internationale Atomzeit (TAI) minus 19 Sekunden. Die Überwachung und aufgrund der Drift der Atomuhren stetig notwendige Korrektur erfolgt durch Abgleich mit der Bodenstation des United States Naval Observatory.
Im Rahmen des GPS-Systems wird die GPS-Zeit bzw. ihre Elemente zu folgenden Zwecken geliefert bzw. genutzt:
- Sie ist notwendig, um die Position zu bestimmen, wobei lediglich die TOW (Time-of-Week, s. u.) verwendet wird (Details siehe GPS-Technik).
- Die Zeitinformationen können zusätzlich als Zeitnormal verwendet werden.
- Anhand der Position kann unter Verwendung einer Zeitzonendatenbank die Ortszeit errechnet werden.

## Unterschied zu UTC
| Wann?             | Die GPS-Zeit beträgt                             | Die GPS-Zeit beträgt |
| ----------------- | ------------------------------------------------ | -------------------- |
| am 6. Januar 1980 | UTC 0+0 s                                        | TAI −19 s            |
| von 1981 bis 1998 | UTC 0+1 ... +12 s Schaltsekunde alle 1...2 Jahre | TAI −19 s            |
| ab 1. Januar 1999 | UTC +13 s                                        | TAI −19 s            |
| ab 1. Januar 2006 | UTC +14 s                                        | TAI −19 s            |
| ab 1. Januar 2009 | UTC +15 s                                        | TAI −19 s            |
| ab 1. Juli 2012   | UTC +16 s                                        | TAI −19 s            |
| ab 1. Juli 2015   | UTC +17 s                                        | TAI −19 s            |
| ab 1. Januar 2017 | UTC +18 s                                        | TAI −19 s            |

Die GPS-Zeit startete am 6. Januar 1980 um 00:00:00 (siehe auch GPS-Woche) und war damals identisch mit der Koordinierten Weltzeit (UTC). Die UTC hatte zu diesem Zeitpunkt eine Differenz zur Internationalen Atomzeit (TAI) von 19 Sekunden. Seitdem wurde in die UTC alle 1–6 Jahre eine Schaltsekunde eingefügt, um die Weltzeit mit der Erdrotation in ausreichender Übereinstimmung zu halten. Diese Schaltsekunde wird bei der GPS-Zeit nicht berücksichtigt.

## Elemente der GPS-Zeitangabe
Die GPS-Zeit wird mit den Nutzdaten kodiert übertragen. Diese beinhalten zeitbezogen die GPS-Woche (10 Bits, Zählung von 0 bis 1023) und die Time-of-Week (TOW), also die Zeit, die seit Beginn der aktuellen GPS-Woche verstrichen ist (Angabe nicht in Sekunden, sondern in 1,5-Sekunden-Schritten, 19 Bits, 0–402199).
Da ein vollständiger Subframe aber alle 6 Sekunden übertragen wird, kann auf 4 Schritte verzichtet werden, sodass nur 17 bit übertragen werden. Durch die Begrenzung des Wochenzählers auf 1023 lässt sich die GPS-Zeit ohne Zuhilfenahme zusätzlicher Informationen nur innerhalb eines Zeitraumes von 19,7 Jahren bestimmen („Roll-Over“).
Zusätzlich wird die aktuelle Differenz der GPS-Zeit zur UTC in einem eigenen Datenfeld übertragen. GPS-Empfänger können damit auch die UTC-Uhrzeit berechnen. Wenn die Laufzeit des Satellitensignals genau bestimmt wird, garantiert das GPS-System eine Abweichung von UTC von maximal einer Mikrosekunde.